# Harley Street
Harley Street – ulica w centralnym Londynie, w dzielnicy Marylebone (gmina City of Westminster), znana z wielu prywatnych gabinetów lekarskich. Od XIX wieku liczba powstałych na niej szpitali, gabinetów i organizacji medycznych gwałtownie rośnie. Według dokumentów historycznych w 1860 było ich 20, w 1900 ok. 80, a w 1914 już prawie 200. Kiedy w 1948 roku powstał National Health Service, w okolicy było ponad 1500 jednostek medycznych. Obecnie, aż trzy tysiące osób zatrudnionych jest przy Harley Street w różnego rodzaju placówkach, takich jak The London Clinic.
Tym co skłoniło tak wielu do otwarcia swych gabinetów właśnie na Harley Street może być bliskość centrum do wielu londyńskich węzłów komunikacyjnych takich jak dworce kolejowe (King’s Cross, czy St Pancras) i stacje metra (np. Oxford Circus).

## Prawo własności
W 1879 po bezpotomnej śmierci księcia Portland, Williama Cavedish-Scott-Bentinck'a jego majątek został podzielony na trzy części pomiędzy siostry zmarłego. Tereny z Harley Street otrzymała Lucy Joan Ellis, wdowa po baronie Howardzie de Waldenie i od tego czasu pozostają w rodzinie de Waldenów, zarządzane przez de Walden Estate.

## Harley Street w literaturze
- Harley Street jest miejscem zamieszkania dr. Armstronga, bohatera powieści Agathy Christie pt. I nie było już nikogo.